# 치직

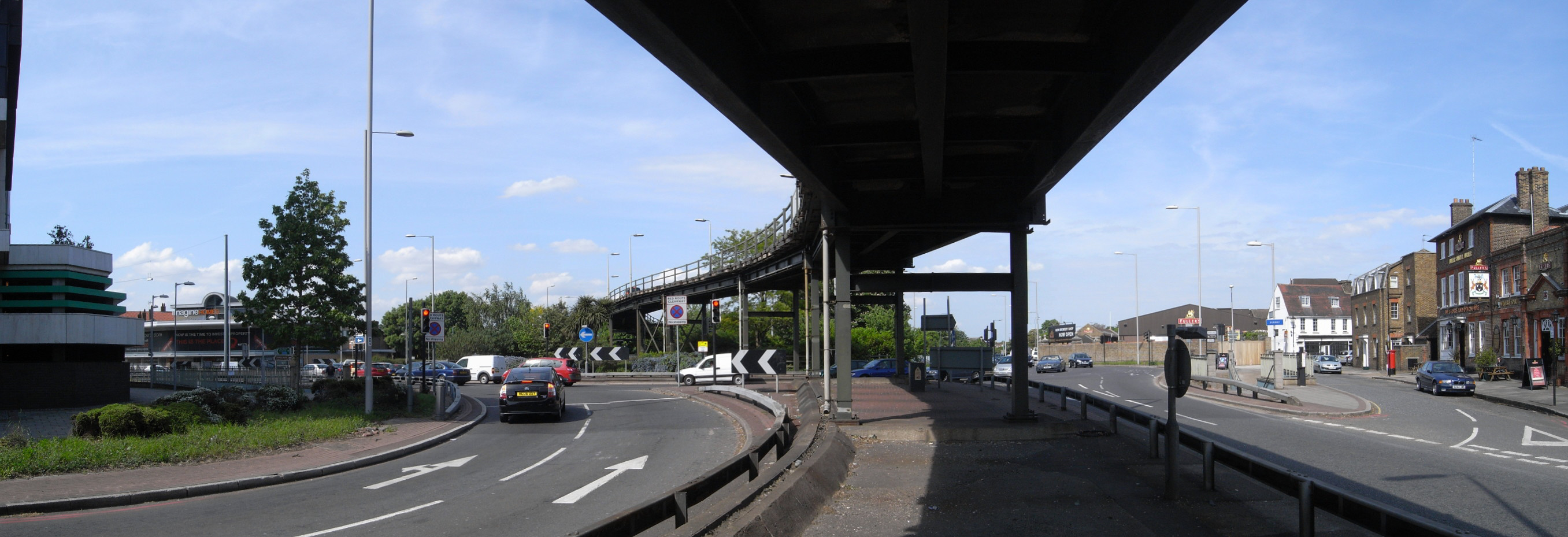
치직

치직(Chiswick)은 런던 서부 하운즐로구에 위치한 지역이다. 여기에는 18세기 영국 예술가 윌리엄 호가스(William Hogarth)의 이전 거주지였던 호가스 하우스(Hogarth's House)가 포함되어 있다. 영국 최고의 빌라 중 하나로 꼽히는 네오 팔라디안 빌라인 치직 하우스, 런던에서 가장 크고 오래된 양조장인 풀러스 양조장(Fuller's Brewery)이 있다. 경쟁 및 레크리에이션 조정에 사용되는 템스 강의 구불구불한 강둑에 여러 개의 조정 클럽이 있으며 보트 경주의 결승점은 치직 브리지 바로 하류에 있다.
올드치직은 강 옆에 농업과 어업 경제가 있는 미들섹스 카운티의 고대 교구였다. 근대 초기부터 부유층은 치직 몰(Chiswick Mall)에 인상적인 강변 주택을 지었다. 런던과의 원활한 소통을 통해 치직은 인기 있는 시골 휴양지가 되었고 19세기 말과 20세기 초에 런던 교외 성장의 일부가 되었다. 1932년 브렌트포드 앤 치직 자치구가 되었고, 1965년 하운슬로 런던 자치구에 합병되면서 그레이터 런던의 일부가 되었다.